# Escadabiidae
Famille
Les Escadabiidae sont une famille d'opilions laniatores. On connaît neuf espèces dans sept genres.

## Distribution
Les espèces de cette famille sont endémiques du Brésil.

## Liste des genres
Selon World Catalogue of Opiliones (13/10/2021) :
- Baculigerus Soares, 1979
- Bebedoura Roewer, 1949
- Brotasus Roewer, 1928
- Escadabius Roewer, 1949
- Jim Soares, 1979
- Recifesius Soares, 1978
- Spaeleoleptes Soares, 1966

## Publication originale
- Kury, 2003 : « Annotated catalogue of the Laniatores of the New World (Arachnida, Opiliones). » Revista Ibérica de Aracnología, vol. 1 especial monográfico, p. 1–337 (texte intégral).